# Melissodes rufodentata
Melissodes rufodentata är en biart som beskrevs av Smith 1854. Melissodes rufodentata ingår i släktet Melissodes och familjen långtungebin. Inga underarter finns listade i Catalogue of Life.